# Gornja Trnava (Prokuplje)
Gornja Trnava (em cirílico: Горња Трнава) é uma vila da Sérvia localizada no município de Prokuplje, pertencente ao distrito de Toplica, na região de Toplica. A sua população era de 304 habitantes segundo o censo de 2011.

## Demografia
| 1948 | 1953 | 1961 | 1971 | 1981 | 1991 | 2002 | 2011 |
| ---- | ---- | ---- | ---- | ---- | ---- | ---- | ---- |
| 796  | 841  | 817  | 628  | 503  | 445  | 429  | 304  |